# Proces drugiej Egzekutywy Krajowej OUN
Proces drugiej Egzekutywy OUN (zwany również procesem 59) – proces przeprowadzony w dniach 17-19 stycznia 1941 przez władze radzieckie we Lwowie. Sądzeni byli głównie studenci, członkowie Organizacji Ukraińskich Nacjonalistów, oraz ksiądz greckokatolicki Roman Berest.
Egzekutywa Krajowa została rozbita podczas aresztowań dokonanych przez NKWD we wrześniu 1940. Rozprawa odbyła się w budynku obwodowego zarządu NKWD, przy ulicy Pełczyńskiej. Akt oskarżenia przeczytano 19 grudnia 1940. Stwierdzono w nim m.in., że liczba członków OUN prowadzących antysowiecką działalność, a podległych lwowskiej Egzekutywie Krajowej wynosiła 5500 (na dzień 1 września 1940). Aresztowanych 59 osób (głównie studentów i gimnazjalistów, w tym 22 dziewcząt), 42 osoby (w tym 11 dziewcząt) skazano na karę śmierci. 15 marca 1941 Sąd Najwyższy ZSRR 21 osobom zamienił karę śmierci na kary więzienia lub łagru, różnej długości.
Obrońcami w procesie byli R. Krysztalskyj, W. Żownir i I. Skybinskyj.

## Kara śmierci (wykonana)
Na karę śmierci skazani zostali: Kost Berezowśkyj, Roman Berest, Mykoła Wowk, M. Hoszko, Mychajło Dumanśkyj, S. Dumanśkyj, Roman Diakiw, B. Jednoroh, Wołodymyra Kowaluk, T. Kociuba, Iwan Maksymiw, A. Matwijczuk, Mykoła Matwijczuk, Stanisław Nyrka, Stepan Sorokiwśkyj.

## Kara więzienia
Na karę więzienia zostali skazani: Osyp Bezpałko (8 lat), Anna Bodnar (kara śmierci, zam. na 10 lat), O. Bułka (6 lat), Natalia Wynnykiw (kara śmierci zamieniona na więzienie), O. Wołoszyn (ks > więź.), M. Hawłyłyszyn (6 lat), B. Honczaruk (ks > więź.), Roman Horbal (ks > więź.), Marta Hrycaj (ks > więź.), P. Dumanśkyj (ks > więź.), Iryna Zubacz (ks > więź.), P. Kłak, S. Kłak, Dmytro Klaczkiwski (ks > 10 lat), Daria Kowerko (ks > więź.), W. Komar (ks > więź.), Luba Komar (ks > więź), T. Krupa (ks > więź.), Bohdan Kunyćkyj (ks > więź.), H. Kochman, O. Łewyćkyj (ks > więź.), Ł. Małaszczuk (ks > więź.), J. Markiw-Kostyszyn (ks > więź.), M. Matkowśka (ks > więź.), O. Matła, Marija Nakoneczna, S. Onufrenko, Mychajło Pakuliak (ks > więź.), M. Piecuch (ks > więź.), I. Pik (ks > zwolniony), O. Popadyn, S. Prytuliak, W. Rubynśkyj (ks > więź.), Ł. Switłyk, Dmytro Sluzar (ks > więź.), H. Stawarśka, B. Starka, H. Stoljar (ks > więź.), S. Tysliak (ks > więź.), M. Czarkowśkyj, P. Szenhera (ks > więź.), Natalia Szuchewycz. Sprawa Kateryny Zaryćkiej została wyłączona z procesu.
20 i 21 czerwca większość więźniów (z wyjątkiem 4 chorych dziewcząt, które pozostały we Lwowie i 23 czerwca uciekły z Brygidek) została wywieziona do więzienia w Berdyczowie. Gdy do Berdyczowa zbliżały się oddziały niemieckie, strażnicy podpalili więzienie. Więźniowie wyłamali drzwi cel, jednak zostali ostrzelani przez straż i zapędzeni z powrotem do cel. Podczas ostrzału zginęli O. Łewyćkyj i M. Piecuch. Pozostali więźniowie po ucieczce strażników zostali uwolnieni przez Niemców.

## Literatura
- Гривул Т. «Процес 59-ти»: покоління борців та героїв: науково-популярне видання / Тарас Гривул, Ольга Осередчук; упорядкування архівних матеріалів: Ольга Осередчук, Тарас Гривул, Софія Вікарчук. Львів: ЛНУ імені Івана Франка, 2011.
- Енциклопедія українознавства, Lwów 1993, t. 6, s. 2385
- Grzegorz Mazur, Jerzy Skwara, Jerzy Węgierski – „Kronika 2350 dni wojny i okupacji Lwowa”, Katowice 2007, ISBN 978-83-86250-49-3.